# پسران فراتر از گل‌ها
پسران فراتر از گل‌ (کره‌ای: 꽃보다 남자; هانجا: 꽃보다 男子; لاتین‌نویسی اصلاح‌شده: Kkotboda Namja; مک‌کیون–ریشاور: Kkotpoda Namja) یک مجموعهٔ تلویزیونی کره‌ای است که در سال ۲۰۰۹ توسط کانال کی‌بی‌اس۲ ساخته شد. این مجموعه دربارهٔ دختری از طبقه کارگر است که درگیر زندگی گروهی از مردان جوان ثروتمند در دبیرستانش می‌شود. این مجموعه بینندگان بالایی در کره جنوبی داشت و یکی از محبوب‌ترین سریال‌ها در سراسر آسیا شد. بازیگران این مجموعه کو هائه سان، لی مین-هو، کیم هیون-جونگ، کیم بوم، کیم جون و کیم سو-اون هستند. پسران فراتر از گل‌ از ۵ ژانویهٔ تا ۳۱ مارس ۲۰۰۹ در ۲۵ قسمت از کی‌بی‌اس۲ پخش شد.

## معنای عنوان سریال
این عنوان به «پسران ورای خوش‌تیپ‌ها» (پسران ورای گل‌ها) اطلاق می‌شود، اصطلاحی که به جهت زیبایی آنان به کار می‌رود؛ آنچه که تمامی داستان این سریال را آشکار می‌سازد.
آنچه سیر کمال این پسران خوش‌تیپ را، که به جنبه دیداری تقلیل یافته بود، در آینده تبدیل به یک مرد حقیقی می‌گردند، اشخاصی با رشادت است و دارای حساسیت.
استعاره دیگر لفظ «گل»، در توضیح دختری است، که در مبدأ این سیر کمال است؛ جاندی نام وام گرفته شده عنوان، در کره‌ای است.

## خلاصه داستان

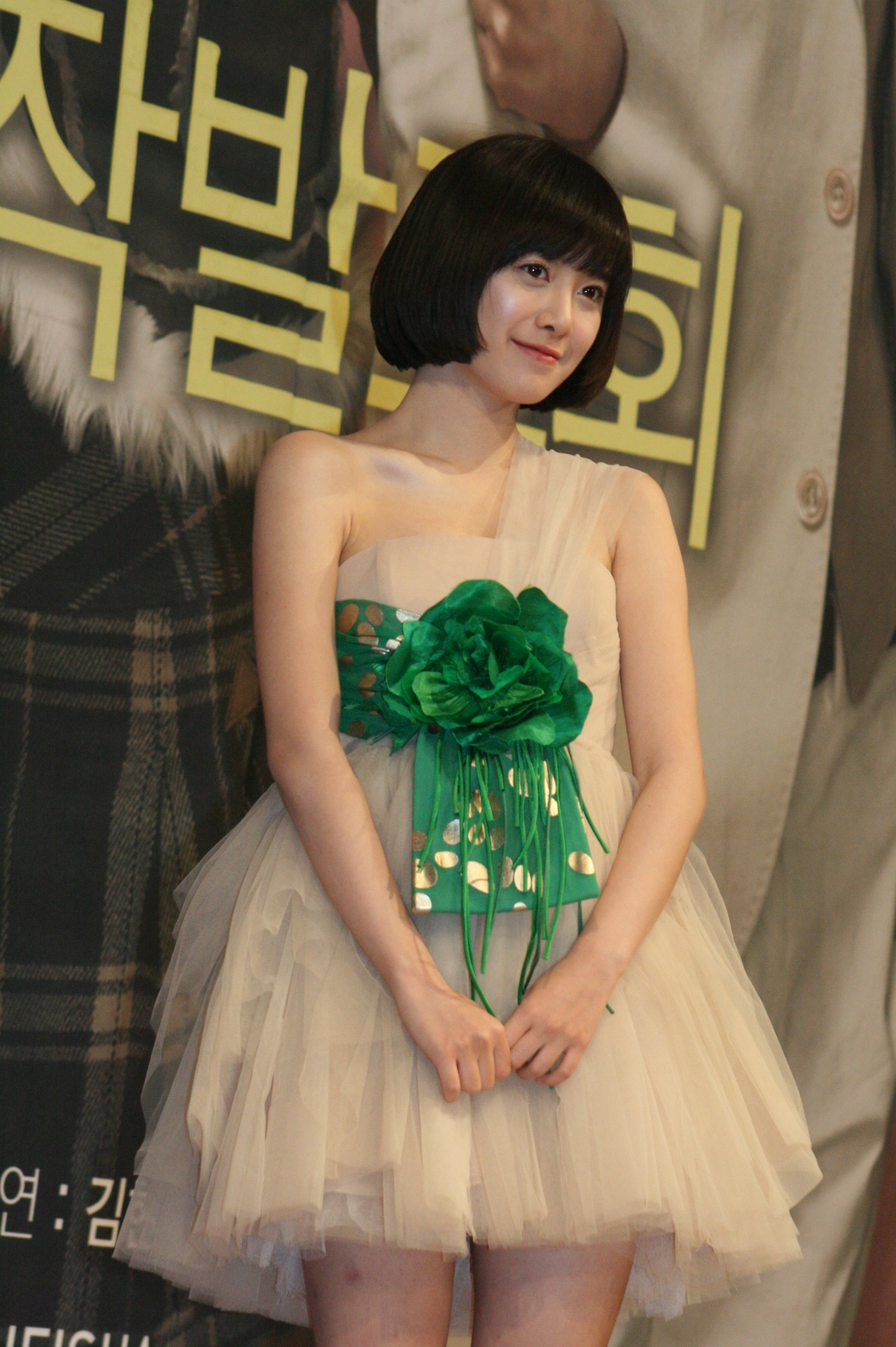
کو هائه سان در کنفرانس مطبوعاتی (سال ۲۰۰۸).

داستان این سریال در مورد دختری دبیرستانی و سخت کوش به نام گوم جاندی کو هائه سان می‌باشد که در خشک‌شویی والدینش کار می‌کند و این خانواده وضع مالی نسبتاً ضعیفی دارند. جاندی یک روز برای تحویل یک سفارش به مدرسه شینهوا (که متعلق به شرکت تجاری شینهوا و قطب مهم و اقتصادی کره و مخصوص طبقه اشراف و ثروتمند است و محصلین آن بیشترین شانس را برای پیدا کردن کار مناسب در آینده را دارند) می‌رود و صاحب سفارش را درحالی میابد که بالای پشت بام قصد خودکشی دارد. جاندی در لحظهٔ آخر او را می‌گیرد و عکس‌های این صحنه خیلی سریع در اینترنت پخش می‌شود و به او لقب دختر اعجوبه می‌دهند. همسر رئیس شینهوا برای اینکه حاشیه‌ها پایان یابد جاندی را عضو افتخاری مدرسه می‌کند، جاندی به امید اینکه از طریق شینهوا وارد تیم ملی شنا شود به مدرسه می‌رود.
اما همه چیز طبق میل او نیست، جاندی متوجه می‌شود گروهی متشکل از چهار پسر به نام گروه f4 در مدرسه محبوب همه هستند و همهٔ دانش اموزان به شدت از آن‌ها اطاعت می‌کنند. هرکدام آن‌ها بسیار ثروتمند و هنرمند هستند و یکی از آن‌ها به نام گو جون پیو لی مین هو پسر رئیس دبیرستان و وارث گروه شینهواست. او به شدت مغرور و بی‌احساس است و به همه به چشم نوکر نگاه می‌کند. دیگری یون جیهو کیم هیون-جونگ است که جاندی روز اول او را در حال نواختن ویولون در باغ دیده بود اما نمی‌شناخت، بعدی سو یی جونگ کیم بوم یک سفالگر ماهر بین‌المللی و در آخر سونگ وو بین کیم جون وارث گروه مافیای مشهور است. جاندی که روحیه‌ای شجاع و متفاوت دارد از رفتار گوجونپیو با بقیه شاکی می‌شود و یک روز که گوجونپیو قصد تنبیه دوست جدید جاندی را داشت بستنی‌اش را به صورت او می‌کوبد و او را تحقیر می‌کند. از آنجایی که کسی تا به حال جرأت اینکار را نداشت جاندی مورد توجه بقیه اعضای f4 قرار می‌گیرد. بعد از آن روز جاندی متوجه می‌شود که کارت قرمزی که رویش واژه f4 درج شده در قفسه‌اش قرار دارد و بعد از تحقیق متوجه می‌شود این کارت را وقتی گروه f4 با کسی دشمن شوند به او می‌دهند و از آن زمان تمام دبیرستان با آن شخص دشمن می‌شوند و او را طرد می‌کنند؛ مانند همان پسری که برای خلاص شدن از شر اذیت‌ها قصد خودکشی داشت. جاندی به شکلی بی‌تفاوتانه کارت را دور می‌اندازد اما از همان روز تحقیرها و اذیت‌های بچه‌های دبیرستان شروع می‌شود. در این برخوردها جیهو چند بار به‌طور اتفاقی او را می‌بیند و به وی کمک می‌کند. رفتار دوستانهٔ او و فروتنی‌اش با وجود آن همه محبوبیت و زیبایی که داشت توجه جاندی را که تا به حال به هیچ پسری علاقه نداشته جلب می‌کند از طرفی گو جون‌پیوی مغرور و خود رأی فکر می‌کند جاندی چون عاشقش شده علاقه‌اش را به گو جون پیو به این صورت ابراز کرده‌است! پس سعی می‌کند او را به طرف خودش بکشد اما جاندی باز هم او را رد و تحقیر می‌کند، گو جون‌پیو که تحت تأثیر رفتارهای پسر ستیزانهٔ جاندیست، واقعاً به او علاقه‌مند می‌شود و با او قرار ملاقات می‌گذارد از طرفی جاندی جذب فروتنی جیهو شده‌است و ورود فرد چهارمی به این مثلث عشقی هر سه آن‌ها را درگیر یک رابطهٔ عاشقانه و اتفاقات گوناگون می‌کند.